# 貢巴德卡武斯
貢巴德卡武斯（波斯語：‎，羅馬化：Gonbad-e Kāvus）是伊朗的城市，位於該國東北部，由戈勒斯坦省負責管轄，距省府戈爾甘3公里。该市位于戈莱斯坦省的东部，北与土库曼斯坦接壤，南与厄尔布尔士山脉和塞姆南省毗邻，东与米努达什特县相邻，西与阿里阿巴德县毗邻。海拔高度43米，2016年人口151910人，居民主要是土庫曼族。
该市的名称在波斯语中意为“卡武斯的陵墓（塔）”，得名于葬在此地的齐亚尔王朝统治者卡武斯。此墓塔是该市的地标。

## 历史
古为戈尔甘的一部分。齐亚尔王朝曾定都于此，该王朝的统治者卡武斯的陵墓成了该市最著名的地标。
现代城市在巴列维王朝时期由礼萨汗下令建造。由德国工程师规划建造。礼萨汗解除了附近土库曼部落的武装，迫使一些土库曼部族定居在新建的贡巴德卡武斯城内。随着巴列维政府对现代农业的推进，该市曾一度成为里海地区最繁荣的地区之一。

## 人口
约半数人口为土库曼人。根据1983年统计，土库曼人占52%，讲波斯语的居民占31%，讲阿塞拜疆语的居民占9%，锡斯坦人占4%，剩余其他民族占4%。
2006年人口127167。2016年统计，该市人口共151910人，44731户。

## 外部連結
- Iran plans to begin preservation work on the tower. （页面存档备份，存于）